# 가와모토 마사히데
가와모토 마사히데(일본어: 川元 正英, 1971년 6월 21일 ~ )는 일본의 전 축구 선수이다.

## 구단 경력
과거 가와사키 프론탈레에서 활동하였다.